# ژان-ژوزف راباریولو
ژان-ژوزف راباریولو (به فرانسوی: Jean-Joseph Rabearivelo) شاعر قرن بیستم میلادی اهل ماداگاسکار است.